# Lijst van rijksmonumenten in Grave
De stad Grave telt 130 inschrijvingen in het rijksmonumentenregister. Hieronder een overzicht.
| Object | Oorspronkelijke functie?  | Bouwjaar                                          | Architect          | Locatie                               | Coördinaten?                  | Nr.?   | Afbeelding |
| --- | ------------------------- | ------------------------------------------------- | ------------------ | ------------------------------------- | ----------------------------- | ------ | --- |
| Protestantse kerk | Kerk en kerkonderdeel     | 1526 (ingewijd)                                   |                    | Bagijnenstraat 1                      | 51° 45' 37" NB, 5° 44' 21" OL | 17209  | Meer afbeeldingen |
| Huis met zadeldak waarvan de nok evenwijdig aan de gepleisterde lijstgevel, behoorde tot Begijnhof. Oorspronkelijk de rectorswoning | Klooster, kloosteronderdl | tweede helft 17e eeuw (kap)                       |                    | Bagijnenstraat 1A en 3                | 51° 45' 37" NB, 5° 44' 20" OL | 17210  | Meer afbeeldingen |
| Huis met zadeldak en lijstgevel, onderdeel van het Begijnhof, later, tot 1802, kloosterhuis van de Franciscanessen, daarna predikantswoning | Klooster, kloosteronderdl | 16e eeuw                                          |                    | Bagijnenstraat 5                      | 51° 45' 37" NB, 5° 44' 19" OL | 17211  | Meer afbeeldingen |
| Gepleisterd pand met verdieping en hoog, met pannen gedekt, schilddak | Woonhuis                  | late middeleeuwen                                 |                    | Boreel de Mauregnaultstraat 1         | 51° 45' 29" NB, 5° 44' 19" OL | 17212  | Meer afbeeldingen |
| Huis op de hoek van de Hamstraat, met gepleisterde lijstgevel, waarin ingangspartij met fraai bovenlicht uit ca. 1800 en kuiven van stuc boven de segmentbogen der vensters. Nog geheel woonhuis                                                                                       | Woonhuis                  |                                                   |                    | Brugstraat 1                          | 51° 45' 31" NB, 5° 44' 26" OL | 17213  | Meer afbeeldingen |
| Huis met schilddak en lijstgevel in schoon werk, moderne winkelpui | Woonhuis                  | eerste helft 19e eeuw                             |                    | Brugstraat 3                          | 51° 45' 31" NB, 5° 44' 27" OL | 17214  | Meer afbeeldingen |
| Huis met schilddak en gebosseerd gepleisterde lijstgevel met ingezwenkte bovenhoeken, eenvoudige deuromlijsting. Nog geheel woonhuis | Woonhuis                  | ca. 1800                                          |                    | Brugstraat 5                          | 51° 45' 30" NB, 5° 44' 27" OL | 17215  | Meer afbeeldingen |
| St.Catharinagasthuis, streng doristisch, in schoon werk met witte ingangspartij, witte schuiframen, hardstenen stoeppalen en dakruitertje met uurwerk | Sociale zorg, liefdadigh. | 13e eeuw / 1835                                   |                    | Brugstraat 13                         | 51° 45' 30" NB, 5° 44' 28" OL | 17216  | Meer afbeeldingen |
| Huis met op de eerste verdieping geprofileerde waterlijst; geprofileerde venstertogen op kraagstenen met maskers; boogtrommels met driepassen; daarboven weer geprofileerde waterlijst met kopjes; rechte kroonlijst op kopjes in plaats van de vroegere trapgevel. Gesmede muurankers | Woonhuis                  | ca. 1600                                          |                    | Brugstraat 2A, 2B en 4 (voormalig 6?) | 51° 45' 31" NB, 5° 44' 27" OL | 17217  | Meer afbeeldingen |
| Huis met gebosseerd gepleisterde lijstgevel en schilddak | Woonhuis                  |                                                   |                    | Brugstraat 8                          | 51° 45' 31" NB, 5° 44' 28" OL | 17218  | Meer afbeeldingen |
| Huis op de hoek van de Oliestraat, met gebosseerd gepleisterde lijstgevels en schilddak | Woonhuis                  |                                                   |                    | Brugstraat 10                         | 51° 45' 30" NB, 5° 44' 29" OL | 17219  | Meer afbeeldingen |
| Hampoort | Fort, vesting en -onderdl | 1688                                              |                    | St Elisabethstraat 10                 | 51° 45' 27" NB, 5° 44' 19" OL | 17220  | Meer afbeeldingen |
| Huis met eenvoudige witte lijstgevel en sierankers | Woonhuis                  |                                                   |                    | Gasthuisstraat 44                     | 51° 45' 28" NB, 5° 44' 26" OL | 17222  | Huis met eenvoudige witte lijstgevel en sierankers |
| Huis met schilddak en lijstgevel waarin afgeknotte doorgaande pilasterachtige dammen. Eenvoudige witte deuromlijsting met gesneden bovenlicht (eind 18e eeuw). Grijze gebosseerde pleisterlaag                                                                                         | Woonhuis                  | Laat 16e eeuw                                     |                    | Gasthuisstraat 46                     | 51° 45' 28" NB, 5° 44' 26" OL | 17223  | Meer afbeeldingen |
| Huis met hoog schilddak en gepleisterde lijstgevel versierd met vijf nissen waarin vroeger behalve de vensters der verdieping ook die van de thans gewijzigde begane grond | Woonhuis                  | 1575 (ankers)                                     |                    | Gasthuisstraat 48                     | 51° 45' 28" NB, 5° 44' 25" OL | 17224  | Meer afbeeldingen |
| Pakhuis met aan voor- en achtergevel afgewolfd zadeldak. Vlechtingen in de voorgeveltop | Woonhuis                  |                                                   |                    | Gasthuisstraat 52                     | 51° 45' 28" NB, 5° 44' 25" OL | 17225  | Meer afbeeldingen |
| Huis op de hoek van de Hamstraat, in schoon werk. Bovenlicht met ovaal en segmentmotieven | Woonhuis                  | eerste helft 19e eeuw                             |                    | Gasthuisstraat 62                     | 51° 45' 28" NB, 5° 44' 23" OL | 17226  | Meer afbeeldingen |
| Poort van Cleve : huis met gepleisterde lijstgevels, vensters met afgeronde bovenhoeken en stuckuiven | Woonhuis                  | derde kwart 19e eeuw                              |                    | Hamstraat 1                           | 51° 45' 31" NB, 5° 44' 25" OL | 17227  | Meer afbeeldingen |
| Huis met eenvoudige grijsgepleisterde lijstgevel, bovenvensters met kleine witte roedenverdeling | Woonhuis                  |                                                   |                    | Hamstraat 7                           | 51° 45' 30" NB, 5° 44' 25" OL | 17228  | Meer afbeeldingen |
| Huis met lijstgevel en aardige winkelpui | Woonhuis                  | derde kwart 19e eeuw                              |                    | Hamstraat 9                           | 51° 45' 30" NB, 5° 44' 25" OL | 17229  | Meer afbeeldingen |
| Huis op de hoek van de St.Jorisstraat, met gebosseerd grijsgepleisterde lijstgevel en zadeldak | Woonhuis                  |                                                   |                    | Hamstraat 11                          | 51° 45' 30" NB, 5° 44' 25" OL | 17230  | Meer afbeeldingen |
| Huis op de hoek van de St.Jorisstraat, met simpele witgepleisterde lijstgevels | Woonhuis                  |                                                   |                    | Hamstraat 13                          | 51° 45' 30" NB, 5° 44' 24" OL | 17231  | Meer afbeeldingen |
| Simpel huisje met grijsgepleisterde lijstgevel waarin een bovenvenster en winkelpui | Woonhuis                  |                                                   |                    | Hamstraat 15                          | 51° 45' 30" NB, 5° 44' 24" OL | 17232  | Meer afbeeldingen |
| Klein huis waarvan de onderpui wordt gevormd door een kozijn dat de deur met bovenlicht en twee vensters omvat (eerste kwart 19e eeuw); de verdieping gebosseerd grijsgepleisterd, vensters met afgeronde bovenhoeken en stuckuiven. Schilddak met rode pannen                         | Woonhuis                  |                                                   |                    | Hamstraat 17                          | 51° 45' 30" NB, 5° 44' 24" OL | 17233  | Meer afbeeldingen |
| Huis met trapgevel, met korfbogige ontlastingsbogen en bakstenen waterlijsten. Afgeknotte toppilaster; ankers. Winkelpui | Woonhuis                  | eerste helft 17e eeuw (huis) ca. 1900 (winkelpui) |                    | Hamstraat 19                          | 51° 45' 29" NB, 5° 44' 24" OL | 17234  | Meer afbeeldingen |
| Huis met schilddak en lijstgevel, met op de verdieping mozaïekversiering in baksteen, bestaande uit sterren; korfbogige ontlastingsbogen met natuursteenblokken, ankers. Winkelpui | Woonhuis                  | eerste helft 17e eeuw ca. 1910 (winkelpui)        |                    | Hamstraat 23                          | 51° 45' 29" NB, 5° 44' 24" OL | 17235  | Meer afbeeldingen |
| Huis met in- en uitgezwenkte topgevel, beganegronds samengetrokken met de winkel van het vorige huis ('De Bazar') | Woonhuis                  | laatste helft 18e eeuw                            |                    | Hamstraat 25A                         | 51° 45' 29" NB, 5° 44' 23" OL | 17236  | Huis met in- en uitgezwenkte topgevel, beganegronds samengetrokken met de winkel van het vorige huis ('De Bazar')                                                                                              |
| Huis met schilddak en lijstgevel, beganegronds winkelpui | Woonhuis                  | ca. 1600                                          |                    | Hamstraat 25                          | 51° 45' 29" NB, 5° 44' 23" OL | 17237  | Meer afbeeldingen |
| Huis met eenvoudige lijstgevel in schoon werk, schilddak | Woonhuis                  | eerste helft 19e eeuw                             |                    | Hamstraat 27                          | 51° 45' 29" NB, 5° 44' 23" OL | 17238  | Meer afbeeldingen |
| Huis met witgepleisterde lijstgevel, schilddak. Nog geheel woonhuis | Woonhuis                  |                                                   |                    | Hamstraat 29                          | 51° 45' 29" NB, 5° 44' 23" OL | 17239  | Meer afbeeldingen |
| Huis met schilddak en lijstgevel in schoon-werk, kroonlijst met tandlijst, attiekvormige zolderverdieping, versierde deuromlijsting. Nog geheel woonhuisvorm | Woonhuis                  | eerste kwart 19e eeuw                             |                    | Hamstraat 31                          | 51° 45' 29" NB, 5° 44' 23" OL | 17240  | Meer afbeeldingen |
| Huis met eenvoudige lijstgevel, schilddak en winkelpui, sierankers, strekken in rode baksteen op de bovenvensters. Zijgevel gebosseerd gepleisterd | Woonhuis                  |                                                   |                    | Boreel de Mauregnaultstraat 26        | 51° 45' 28" NB, 5° 44' 22" OL | 17241  | Meer afbeeldingen |
| Simpel pand met witgepleisterde gevels en vensters met afgeronde bovenhoeken | Woonhuis                  | derde kwart 19e eeuw                              |                    | Hamstraat 2                           | 51° 45' 31" NB, 5° 44' 26" OL | 17242  | Meer afbeeldingen |
| Huis met gepleisterde lijstgevel, uitgekraagde puilijst, ramen met kleine roedenverdeling, schilddak. Lelie-ankers | Woonhuis                  | ca. 1600                                          |                    | Hamstraat 4                           | 51° 45' 31" NB, 5° 44' 26" OL | 17243  | Meer afbeeldingen |
| Huis met schilddak en lijstgevel in schoon werk | Woonhuis                  | 19e eeuw                                          |                    | Hamstraat 8                           | 51° 45' 30" NB, 5° 44' 25" OL | 17244  | Meer afbeeldingen |
| Huis met schilddak, en lijstgevel, beganegronds gebosseerd blauwgepleisterd, daarboven schoon werk, ramen met kleine roedenverdeling | Woonhuis                  |                                                   |                    | Hamstraat 10                          | 51° 45' 30" NB, 5° 44' 25" OL | 17245  | Meer afbeeldingen |
| Rechthoekige, zich naar achteren enigszins versmallend huis met verdieping en schilddak | Woonhuis                  | tweede helft 16e eeuw of eerste kwart 17e eeuw    |                    | Hamstraat 12                          | 51° 45' 30" NB, 5° 44' 25" OL | 17246  | Meer afbeeldingen |
| Huis met ingezwenkte halsgevel, waarlangs uitgemetselde rollaag. Een geheel met nr 20 | Woonhuis                  |                                                   |                    | Hamstraat 18                          | 51° 45' 29" NB, 5° 44' 24" OL | 17247  | Meer afbeeldingen |
| Huis met ingezwenkte halsgevel, waarlangs uitgemetselde rollaag. Een geheel met nr 18 | Woonhuis                  |                                                   |                    | Hamstraat 20                          | 51° 45' 29" NB, 5° 44' 24" OL | 17248  | Meer afbeeldingen |
| Huis met in- en uitgezwenkte topgevel, sierankers, moderne winkelpui | Woonhuis                  | 18e eeuw                                          |                    | Hamstraat 24                          | 51° 45' 29" NB, 5° 44' 24" OL | 17249  | Meer afbeeldingen |
| Huis met gebosseerd witgepleisterde lijstgevel en schilddak | Woonhuis                  |                                                   |                    | Hamstraat 24A                         | 51° 45' 29" NB, 5° 44' 24" OL | 17250  | Meer afbeeldingen |
| Bestaat uit twee pand, thans tezamen van een moderne winkelpui voorzien | Woonhuis                  | ca. 1600 en later                                 |                    | Hamstraat 26                          | 51° 45' 29" NB, 5° 44' 24" OL | 17251  | Meer afbeeldingen |
| Huis met lijstgevels in schoon werk, strekken in rode baksteen boven de vensters, witte schuiframen, bovenlicht met segmentmotieven aan de zijde van de Gasthuisstraat | Woonhuis                  | eerste kwart 19e eeuw                             |                    | Hamstraat 28                          | 51° 45' 28" NB, 5° 44' 23" OL | 17252  | Meer afbeeldingen |
| Huis, met schilddak en grijsgepleisterde lijstgevel, deuromlijsting | Woonhuis                  | derde kwart 19e eeuw                              |                    | Het Kasteeltje 1                      | 51° 45' 31" NB, 5° 44' 20" OL | 17253  | Huis, met schilddak en grijsgepleisterde lijstgevel, deuromlijsting |
| Huis met hoog zadeldak en in- en uitgezwenkte zijtopgevels met resten van natuurstenen voluten. Gebosseerd gepleisterde voorgevel als voortzetting van die van Hoofschestraat 1 | Woonhuis                  |                                                   |                    | St Jorisstraat 21                     | 51° 45' 31" NB, 5° 44' 20" OL | 17254  | Meer afbeeldingen |
| Sint-Elisabethkerk | Kerk en kerkonderdeel     | eind 13e eeuw                                     |                    | Hoofdwagt 1                           | 51° 45' 36" NB, 5° 44' 25" OL | 17255  | Meer afbeeldingen |
| Stadhuis van Grave | Bestuursgebouw en onderdl | 16e eeuw / ca. 1600 / eerste kwart 17e eeuw       |                    | Hoofdwagt 2                           | 51° 45' 35" NB, 5° 44' 25" OL | 17256  | Meer afbeeldingen |
| Huis met gebosseerd gepleisterde lijstgevels en houten fronton | Winkel                    | ca. 1800                                          |                    | Hoofdwagt 3                           | 51° 45' 36" NB, 5° 44' 24" OL | 17257  | Meer afbeeldingen |
| Huis met dwars zadeldak en gebosseerd grijsgepleisterde lijstgevel waarin vensters met afgeronde bovenhoeken en stuckuiven. Nog geheel woonhuis | Woonhuis                  | derde kwart 19e eeuw                              |                    | Klinkerstraat 1                       | 51° 45' 31" NB, 5° 44' 26" OL | 17258  | Meer afbeeldingen |
| Huis met schilddak en lijstgevel in schoon werk, met hardstenen waterlijsten, korte zolderverdieping. Nog geheel woonhuis | Woonhuis                  | eerste helft 19e eeuw                             |                    | Klinkerstraat 3                       | 51° 45' 31" NB, 5° 44' 26" OL | 17259  | Meer afbeeldingen |
| Huis met schilddak en lijstgevel met kroonlijst op klossen, ramen met kleine witte roedenverdeling. Nog geheel woonhuis | Woonhuis                  | eind 18e eeuw                                     |                    | Klinkerstraat 5                       | 51° 45' 31" NB, 5° 44' 25" OL | 17260  | Meer afbeeldingen |
| Huis met schilddak en lijstgevel in schoon werk, korte zolderverdieping | Woonhuis                  | begin 19e eeuw                                    |                    | Klinkerstraat 7                       | 51° 45' 32" NB, 5° 44' 25" OL | 17261  | Meer afbeeldingen |
| Huis met schilddak en witgepleisterde lijstgevel, bovenlicht met paard en Lodewijk XVI ornament, deur uit dezelfde tijd | Woonhuis                  |                                                   |                    | Klinkerstraat 9                       | 51° 45' 32" NB, 5° 44' 25" OL | 17262  | Meer afbeeldingen |
| Huis op de hoek van de Scheerestraat, met gebosseerd gepleisterde lijstgevel en winkelpui, plat dak | Woonhuis                  | derde kwart 19e eeuw                              |                    | Klinkerstraat 11, Scheerestraat 20    | 51° 45' 32" NB, 5° 44' 25" OL | 17263  | Meer afbeeldingen |
| Huis met witgeverfde gevel en steil, aan de voorgevel afgewolfd, zadeldak. Hoge kelder, schuiframen, deuromlijsting, lelie-ankers | Woonhuis                  | ca. 1800                                          |                    | Klinkerstraat 31                      | 51° 45' 33" NB, 5° 44' 21" OL | 17264  | Meer afbeeldingen |
| Huis op de hoek van de Hoofschestraat, met overstekend schilddak, waarin een hijsluik, grijsgepleisterde voorgevel. Onbewoonbaar verklaard | Woonhuis                  |                                                   |                    | Klinkerstraat 35                      | 51° 45' 33" NB, 5° 44' 20" OL | 17265  | Meer afbeeldingen |
| Huis met hoog schilddak en lijstgevel, kroonlijst met klossen, triglyphen en druppen, deuromlijsting en gesneden bovenlicht | Woonhuis                  | ca. 1800                                          |                    | Klinkerstraat 4                       | 51° 45' 31" NB, 5° 44' 25" OL | 17266  | Meer afbeeldingen |
| Huis met schilddak en zeer eenvoudige lijstgevel in schoon werk, bovenlicht van de deur met gesneden middenstijl. De achterbouw is ouder en vertoont een overstekend schilddak en nog ten dele vakwerk met gemetselde vulwanden                                                        | Woonhuis                  |                                                   |                    | Klinkerstraat 6                       | 51° 45' 31" NB, 5° 44' 24" OL | 17267  | Meer afbeeldingen |
| Voormalig wachthuis, thans benzinepompstation. Gebouwtje met dichtgemetselde bogen, waarvan de aanzetten en sluitstenen in natuursteen. In de vulwanden later weer vensters en een deur uitgebroken. Schilddak                                                                         | Militair wachtgebouw      | 18e eeuw                                          |                    | Maaskade 14                           | 51° 45' 38" NB, 5° 44' 30" OL | 17268  | Voormalig wachthuis, thans benzinepompstation. Gebouwtje met dichtgemetselde bogen, waarvan de aanzetten en sluitstenen in natuursteen. In de vulwanden later weer vensters en een deur uitgebroken. Schilddak |
| Huis met in- en uitgezwenkte topgevel, segmentvormig topfronton met jaartal 1801; lelie-ankers; beganegronds gemoderniseerd | Woonhuis                  | laatste helft 18e eeuw                            |                    | Maasstraat 7                          | 51° 45' 35" NB, 5° 44' 30" OL | 17269  | Meer afbeeldingen |
| Huis met schilddak en lijstgevel, waarin bovenvensters met opgolvende togen in midden-18e-eeuwse trant | Woonhuis                  |                                                   |                    | Maasstraat 9                          | 51° 45' 35" NB, 5° 44' 30" OL | 17270  | Meer afbeeldingen |
| Huis met schilddak en eenvoudige lijstgevel met sierankers; beganegronds vernieuwd | Woonhuis                  |                                                   |                    | Maasstraat 11                         | 51° 45' 36" NB, 5° 44' 30" OL | 17271  | Meer afbeeldingen |
| Huis met schilddak en gebosseerd grijsgepleisterde lijstgevel, vensters met stucversiering; nog geheel woonhuisvorm | Woonhuis                  | derde kwart 19e eeuw                              |                    | Maasstraat 15                         | 51° 45' 36" NB, 5° 44' 30" OL | 17272  | Meer afbeeldingen |
| Huis met hoog schilddak en gebosseerd grijsgepleisterde lijstgevel, waarin vensters met afgeronde bovenhoeken en stuckuiven | Woonhuis                  | derde kwart 19e eeuw                              |                    | Maasstraat 19                         | 51° 45' 37" NB, 5° 44' 30" OL | 17273  | Meer afbeeldingen |
| Het Oude Notarishuis | Woonhuis                  | 1891                                              |                    | Maasstraat 21                         | 51° 45' 37" NB, 5° 44' 30" OL | 17274  | Meer afbeeldingen |
| Fraai huis met schilddak, gebosseerd grijsgepleisterde lijstgevel, waarvan de kroonlijst, consoles en deuromlijsting in Lodewijk XV stijl | Woonhuis                  |                                                   |                    | Maasstraat 6                          | 51° 45' 36" NB, 5° 44' 29" OL | 17275  | Meer afbeeldingen |
| Huis met afgeknotte geveltop en wolfdak, uitgekraagde togen over de bovenvensters; benedenvensters en bovenlicht van de ingang. Grijze pleisterlaag | Woonhuis                  | 17e eeuw en later                                 |                    | Maasstraat 8                          | 51° 45' 36" NB, 5° 44' 29" OL | 17276  | Meer afbeeldingen |
| Huis met schilddak en gebosseerd grijsgepleisterde lijstgevel, vensters en winkelpui | Woonhuis                  |                                                   |                    | Maasstraat 10                         | 51° 45' 37" NB, 5° 44' 29" OL | 17277  | Meer afbeeldingen |
| Huis met schilddak en witgepleisterde lijstgevel. Nog geheel woonhuisvorm | Woonhuis                  |                                                   |                    | Maasstraat 12                         | 51° 45' 37" NB, 5° 44' 29" OL | 17278  | Meer afbeeldingen |
| Huis met schilddak en roodgeverfde lijstgevel | Woonhuis                  | eerste helft 19e eeuw                             |                    | Maasstraat 14                         | 51° 45' 37" NB, 5° 44' 29" OL | 17279  | Meer afbeeldingen |
| Huis met schilddak en grijsgepleisterde lijstgevel, met kroonlijst op kleine consoles, vensters met omlijstingen uit derde kwart 19e eeuw, benedenramen met waaierzwikken, evenals in het bovenlicht van de ingang                                                                     | Woonhuis                  |                                                   |                    | Maasstraat 18                         | 51° 45' 38" NB, 5° 44' 29" OL | 17281  | Meer afbeeldingen |
| Huis met schilddak en gebosseerd grijsgepleisterde lijstgevel. Deur en vensters van het beganegronds zijn, tezamen met de vensters van de eerste verdieping, in rechthoekige nissen gevat, zodat de dammen als pilasters uitspringen                                                   | Woonhuis                  | mogelijk eind 16e eeuw                            |                    | Markt 1, Scheerestraat 2              | 51° 45' 34" NB, 5° 44' 26" OL | 17282  | Meer afbeeldingen |
| Huis met gebosseerd witgepleisterde lijstgevel en schilddak; beganegronds gewijzigd | Woonhuis                  |                                                   |                    | Markt 3                               | 51° 45' 34" NB, 5° 44' 26" OL | 17283  | Meer afbeeldingen |
| Breed huis met schilddak en grijsgepleisterde lijstgevel | Woonhuis                  |                                                   |                    | Markt 5                               | 51° 45' 34" NB, 5° 44' 27" OL | 17284  | Meer afbeeldingen |
| Huis met schilddak en lijstgevel in schoon werk; beganegronds tot winkel samengetrokken met nr 9 | Woonhuis                  | eerste helft 19e eeuw                             |                    | Markt 7                               | 51° 45' 34" NB, 5° 44' 27" OL | 17285  | Meer afbeeldingen |
| Huis met schilddak en gebosseerd gepleisterde lijstgevel; beganegronds tot winkel samengetrokken met nr 7 | Woonhuis                  | eerste helft 19e eeuw                             |                    | Markt 9                               | 51° 45' 34" NB, 5° 44' 27" OL | 17286  | Meer afbeeldingen |
| Huis met brede, gebosseerd witgepleisterde lijstgevel. Moderne etalages | Woonhuis                  |                                                   |                    | Markt 6                               | 51° 45' 35" NB, 5° 44' 27" OL | 17287  | Meer afbeeldingen |
| Huis met gebosseerd gepleisterde lijstgevel | Woonhuis                  |                                                   |                    | Markt 14                              | 51° 45' 35" NB, 5° 44' 28" OL | 17288  | Meer afbeeldingen |
| Pomp | Straatmeubilair           | 1798                                              |                    | Markt                                 | 51° 45' 35" NB, 5° 44' 25" OL | 17289  | Meer afbeeldingen |
| Huis met hoog schilddak en lijstgevel met bovenverdieping van het "Dordtse" type: getoogde en geprofileerde vensternissen, het gevelvlak boven en tussen de nissen vooruitgemetseld en in de vensterdammen steunend op kraagstenen met kopjes                                          | Woonhuis                  | ca. 1600                                          |                    | Oliestraat 6                          | 51° 45' 31" NB, 5° 44' 29" OL | 17290  | Meer afbeeldingen |
| Huis met overstekend schilddak en gevel in schoon werk, beganegronds verbouwd | Woonhuis                  |                                                   |                    | Oliestraat 18                         | 51° 45' 33" NB, 5° 44' 30" OL | 17291  | Meer afbeeldingen |
| Onderkelderd huis met verdieping onder schilddak, gedekt met pannen. Pijlertjes verdelen de kelderruimte in vierkante vakken, die overkluisd zijn met graatgewelven | Woonhuis                  | 17e eeuw                                          |                    | Oliestraat 20                         | 51° 45' 33" NB, 5° 44' 30" OL | 17292  | Meer afbeeldingen |
| Huis op de hoek van de Brugstraat, met in- en uitgezwenkte topgevel, lelie-ankers, gevelsteen met beeltenis van St.Jacob. Moderne winkelpui | Woonhuis                  | 18e eeuw                                          |                    | Brugstraat 2 (hoek)                   | 51° 45' 31" NB, 5° 44' 28" OL | 17293  | Meer afbeeldingen |
| Huis met schilddak en eenvoudige 19e-eeuwse lijstgevel. Nog geheel woonhuis | Woonhuis                  |                                                   |                    | Rogstraat 3                           | 51° 45' 31" NB, 5° 44' 27" OL | 17294  | Huis met schilddak en eenvoudige 19e-eeuwse lijstgevel. Nog geheel woonhuis |
| Huis met gebosseerd witgepleisterde lijstgevel, kroonlijst op klossen en schilddak | Woonhuis                  |                                                   |                    | Rogstraat 9                           | 51° 45' 31" NB, 5° 44' 28" OL | 17295  | Huis met gebosseerd witgepleisterde lijstgevel, kroonlijst op klossen en schilddak |
| Panden met zadeldak en in- en uitgezwenkte topgevel, de rechter met sierankers | Woonhuis                  | laatste helft 18e eeuw                            |                    | Rogstraat 11                          | 51° 45' 32" NB, 5° 44' 28" OL | 17296  | Meer afbeeldingen |
| Pand met zadeldak en een in- en uitgezwenkte topgevel | Woonhuis                  | laatste helft 18e eeuw                            |                    | Rogstraat 15                          | 51° 45' 32" NB, 5° 44' 28" OL | 17297  | Meer afbeeldingen |
| Breed herenhuis met hoog schilddak, lijstgevel in schoon werk, witte ingangsomlijsting met pilasters en kroonlijst, fraaie schuiframen, geprofileerde kroonlijst, met later toegevoegde dakkapel                                                                                       | Woonhuis                  | vermoedelijk eerste helft 19e eeuw                |                    | Rogstraat 17                          | 51° 45' 32" NB, 5° 44' 28" OL | 17298  | Meer afbeeldingen |
| Huis met schilddak en eenvoudige lijstgevel, korte bovenverdieping, beganegronds vernieuwd | Woonhuis                  | eerste helft 19e eeuw                             |                    | Rogstraat 19                          | 51° 45' 32" NB, 5° 44' 28" OL | 17299  | Meer afbeeldingen |
| Huis met schilddak en geelgepleisterde lijstgevel waarin vensters met afgeronde bovenhoeken | Woonhuis                  | derde kwart 19e eeuw                              |                    | Rogstraat 21                          | 51° 45' 32" NB, 5° 44' 28" OL | 17300  | Meer afbeeldingen |
| Huis met schilddak en lijstgevel, moderne etalage | Woonhuis                  | eerste helft 19e eeuw                             |                    | Rogstraat 23                          | 51° 45' 33" NB, 5° 44' 28" OL | 17301  | Meer afbeeldingen |
| Huis met schilddak en eenvoudige bruingeverfde lijstgevel, beneden winkel, met belangwekkend interieur met insteek | Woonhuis                  | eerste helft 19e eeuw                             |                    | Rogstraat 31                          | 51° 45' 33" NB, 5° 44' 29" OL | 17302  | Meer afbeeldingen |
| Huis met schilddak en eenvoudige lijstgevel | Woonhuis                  | eerste kwart 19e eeuw                             |                    | Rogstraat 33                          | 51° 45' 33" NB, 5° 44' 29" OL | 17303  | Meer afbeeldingen |
| Huis met schilddak en gebosseerd grijsgepleisterde lijstgevel, waarin vensters met afgeronde bovenhoeken; moderne winkelpui. Oudere achtertopgevel met vlechtingen | Woonhuis                  | derde kwart 19e eeuw                              |                    | Rogstraat 35                          | 51° 45' 33" NB, 5° 44' 29" OL | 17304  | Meer afbeeldingen |
| Huis met in- en uitgezwenkte topgevel; sieranker in top. Beganegronds verbouwd in de vorm van een groot doorlopend kozijn waarin bovenlichten en deuren met roedenverdeling. Achtertopgevel                                                                                            | Woonhuis                  | 18e eeuw                                          |                    | Rogstraat 37                          | 51° 45' 33" NB, 5° 44' 29" OL | 17305  | Meer afbeeldingen |
| Breed huis met dwars schilddak en lijstgevel in schoon werk, schuiframen met roeden; beganegrond verbouwd; twee traveeën winkel, drie traveeën woonhuis. Aan de achterkant twee topgevels met vlechtingen en dezelfde vensters                                                         | Woonhuis                  | eerste helft 19e eeuw                             |                    | Rogstraat 41                          | 51° 45' 34" NB, 5° 44' 29" OL | 17306  | Meer afbeeldingen |
| Huis met schilddak en gebosseerd grijsgepleisterde lijstgevel, met winkel | Woonhuis                  | derde kwart 19e eeuw                              |                    | Rogstraat 45                          | 51° 45' 34" NB, 5° 44' 29" OL | 17307  | Meer afbeeldingen |
| Huis met schilddak en fraaie Empire lijstgevel in schoon werk, met witte schuiframen en kroonlijst, vernieuwd bordesje voor de ingang | Woonhuis                  |                                                   |                    | Rogstraat 47                          | 51° 45' 34" NB, 5° 44' 29" OL | 17308  | Meer afbeeldingen |
| Huis met schilddak en gebosseerd witgepleisterde lijstgevel | Woonhuis                  | 19e eeuw                                          |                    | Rogstraat 2                           | 51° 45' 31" NB, 5° 44' 27" OL | 17309  | Meer afbeeldingen |
| Huis met recht afgeknotte in- en uitgezwenkte topgevel | Woonhuis                  | 18e eeuw                                          |                    | Rogstraat 4                           | 51° 45' 31" NB, 5° 44' 27" OL | 17310  | Meer afbeeldingen |
| Huis met in- en uitgezwenkte topgevel met winkel. Onbewoonbaar verklaard | Woonhuis                  | 18e eeuw (huis) derde kwart 19e eeuw (winkel)     |                    | Rogstraat 6                           | 51° 45' 32" NB, 5° 44' 27" OL | 17311  | Meer afbeeldingen |
| Smal pand met schilddak en lijstgevel met fraai gesmede ankers; vensteromlijstingen; beneden winkel | Woonhuis                  | derde kwart 19e eeuw                              |                    | Rogstraat 8                           | 51° 45' 32" NB, 5° 44' 27" OL | 17312  | Meer afbeeldingen |
| Huis met rood schilddak en gebosseerd grijsgepleisterde lijstgevel, ramen met waaierzwikken; gevelsteen in de vorm van een cartouche waarin een pauw. Winkel | Woonhuis                  |                                                   |                    | Rogstraat 10                          | 51° 45' 32" NB, 5° 44' 27" OL | 17313  | Meer afbeeldingen |
| Huis met schilddak en zeer eenvoudige lijstgevel in schoon werk | Woonhuis                  | 19e eeuw                                          |                    | Rogstraat 12                          | 51° 45' 32" NB, 5° 44' 27" OL | 17314  | Meer afbeeldingen |
| Huis met schilddak en gebosseerd grijsgepleisterde lijstgevel met sierankers. Winkel | Woonhuis                  |                                                   |                    | Rogstraat 14                          | 51° 45' 32" NB, 5° 44' 27" OL | 17315  | Meer afbeeldingen |
| Huis met in- en uitgezwenkte topgevel, winkelpui met middendeur en vensters tezamen een kozijn vormende | Woonhuis                  | 18e eeuw                                          |                    | Rogstraat 16                          | 51° 45' 32" NB, 5° 44' 27" OL | 17316  | Meer afbeeldingen |
| Huis met schilddak en gepleisterde lijstgevel die over de eerste en tweede verdieping kolossaalpilasters met lijstkapitelen en basementen bevat; beneden winkel | Woonhuis                  | mogelijk eerste kwart 19e eeuw                    |                    | Rogstraat 18                          | 51° 45' 32" NB, 5° 44' 27" OL | 17317  | Meer afbeeldingen |
| Huis met schilddak en eenvoudige lijstgevel; schuiframen; winkel | Woonhuis                  |                                                   |                    | Rogstraat 20                          | 51° 45' 33" NB, 5° 44' 27" OL | 17318  | Meer afbeeldingen |
| Huis met schilddak en eenvoudige lijstgevel met rode strekken boven de vensters, die schuiframen bevatten. Etalage | Woonhuis                  |                                                   |                    | Rogstraat 22                          | 51° 45' 33" NB, 5° 44' 27" OL | 17319  | Meer afbeeldingen |
| Huis met schilddak en fraaie Empire lijstgevel met grote vensters waarin ramen met witte roedenverdeling (beneden ten dele verwijderd) en witte deuromlijsting met gecanneleerde pilasters, kroonlijst, en gesneden bovenlicht                                                         | Woonhuis                  |                                                   |                    | Rogstraat 24                          | 51° 45' 33" NB, 5° 44' 28" OL | 17320  | Meer afbeeldingen |
| Huis met schilddak en zeer eenvoudige lijstgevel; latere winkelpui | Woonhuis                  |                                                   |                    | Rogstraat 26                          | 51° 45' 33" NB, 5° 44' 28" OL | 17321  | Huis met schilddak en zeer eenvoudige lijstgevel; latere winkelpui |
| Huis met in- en uitgezwenkte topgevel, winkel | Woonhuis                  | 18e eeuw (huis) ca. 1900 (winkel)                 |                    | Rogstraat 28                          | 51° 45' 33" NB, 5° 44' 28" OL | 17322  | Meer afbeeldingen |
| De Pastorie | Woonhuis                  | ca. 1800                                          |                    | Rogstraat 30                          | 51° 45' 34" NB, 5° 44' 27" OL | 17323  | Meer afbeeldingen |
| Huis met hoog schilddak en gebosseerd gepleisterde lijstgevel, beganegronds, verbouwd. Op de hoek van de Lombertstraat | Woonhuis                  |                                                   |                    | Rogstraat 44                          | 51° 45' 34" NB, 5° 44' 28" OL | 17324  | Huis met hoog schilddak en gebosseerd gepleisterde lijstgevel, beganegronds, verbouwd. Op de hoek van de Lombertstraat                                                                                         |
| Groot huis op de hoek van de Markt, met hoog schilddak en gebosseerd witgepleisterde lijstgevels, bovenramen met kleine witte roedenverdeling; tegen de zijgevel drie steunberen. Beganegronds verbouwd                                                                                | Woonhuis                  |                                                   |                    | Rogstraat 46                          | 51° 45' 34" NB, 5° 44' 28" OL | 17325  | Meer afbeeldingen |
| Vestingwerken: langs de Maaskade een walmuur met rondelen, op een waarvan, tegenover de Oliestraat, de kanonnen "Le Partisan" en "l'Intriguant" staan | Fort, vesting en -onderdl | 1672                                              |                    | Vestingwerken                         | 51° 45' 34" NB, 5° 44' 31" OL | 17326  | Meer afbeeldingen |
| De overblijfselen van de vestingwerken | Fort, vesting en -onderdl | 1681                                              | Menno van Coehoorn | Vestingwerken                         | 51° 45' 29" NB, 5° 44' 0" OL  | 17327  | Meer afbeeldingen |
| De overblijfselen van de vestingwerken | Fort, vesting en -onderdl | 1681                                              | Menno van Coehoorn | Vestingwerken                         | 51° 45' 22" NB, 5° 44' 9" OL  | 17328  | Meer afbeeldingen |
| De overblijfselen van de vestingwerken | Fort, vesting en -onderdl | 1681                                              | Menno van Coehoorn | Vestingwerken                         | 51° 45' 29" NB, 5° 43' 55" OL | 17329  | Meer afbeeldingen |
| Brugkazemat Grave Noord en Zuid | Kazemat                   | 1936                                              |                    | Gemaal Van Sasse (bij)                | 51° 45' 57" NB, 5° 43' 52" OL | 420216 | Brugkazemat Grave Noord en Zuid |
| Voormalige Arsenaal | Militaire opslagplaats    | 1534-1674                                         |                    | St Elisabethstraat 35                 | 51° 45' 29" NB, 5° 44' 17" OL | 506919 | Voormalige Arsenaal |
| Voormalig kruithuis, kapel op terrein van het Arsenaal | Kapel                     | 1689                                              |                    | St Elisabethstraat 35                 | 51° 45' 30" NB, 5° 44' 17" OL | 506921 | Voormalig kruithuis, kapel op terrein van het Arsenaal |
| Kazematten grenzend aan het Arsenaal | Kazemat                   | 1694                                              |                    | St Elisabethstraat 35                 | 51° 45' 29" NB, 5° 44' 17" OL | 506922 | Meer afbeeldingen |
| Kazemat van het S3a-type | Kazemat                   | 1939-1940                                         |                    | St Elisabethstraat 2                  | 51° 45' 22" NB, 5° 44' 25" OL | 514144 | Kazemat van het S3a-type |
| Twee betonnen kazematten van het B 270a-type | Kazemat                   | 1939-1940                                         |                    | St Elisabethstraat 4                  | 51° 45' 23" NB, 5° 44' 22" OL | 514145 | Twee betonnen kazematten van het B 270a-type |
| De Graafse Poort | Vergadering en vereniging | 1876                                              |                    | Het Kasteeltje 2                      | 51° 45' 32" NB, 5° 44' 19" OL | 514148 | Meer afbeeldingen |
| Winkel;woonhuis | Woonhuis                  | 1905                                              |                    | Klinkerstraat 21                      | 51° 45' 33" NB, 5° 44' 23" OL | 514149 | Meer afbeeldingen |
| Gemaal Van Sasse | Gemaal                    | 1928                                              |                    | Mars en Wijthdijk 1                   | 51° 46' 7" NB, 5° 43' 50" OL  | 514152 | Meer afbeeldingen |
| John S. Thompsonbrug | Brug                      | 1926-1929                                         | ir.C.F. Egelie     | Rijksweg 321                          | 51° 46' 6" NB, 5° 44' 3" OL   | 514153 | Meer afbeeldingen |
| Grafmonument van Joachim le Sage ten Broek | Begraafplaats en -onderdl | 1885                                              | Henri Leeuw jr.    | Tegen vestingwerken                   | 51° 45' 19" NB, 5° 44' 45" OL | 514154 | Grafmonument van Joachim le Sage ten Broek |